# 滨海美术馆
滨海美术馆(英語：Binhai Art Museum)是一座位于天津市滨海新区旭升路347号滨海文化中心内的美术馆，对面是滨海科技馆，建筑面积2.6万平米，设有8个展厅及多个功能区。

## 历史
目前，滨海美术馆是天津市滨海新区唯一的公益性美术馆，以“立足本土、海纳百川”为宗旨，主要展览近现代及当代艺术品，馆长为画家何秉华。

## 参观信息
开放时间：
- 周二至周四 10:00-18:00
- 周五至周日 10:00-21:00